# Şükran Moral
Şükran Moral (Terme, 1962) è un'artista turca.
È conosciuta soprattutto per le sue esibizioni scandalose, che la ritraggono crocifissa o intenta ad amoreggiare con scheletri, per i suoi videoclip e le sue installazioni. Durante gli anni ottanta e novanta ha inoltre composto poesie e scritto articoli di critica d'arte in Turchia. Attualmente divide il suo lavoro tra Istanbul e Roma.

## Biografia
Şükran Moral nasce a Terme, in Turchia, nel 1962. Cresce in una famiglia decisamente conservatrice con i tre fratelli e la sorella. Suo padre non le permise di frequentare gli studi una volta terminata la scuola primaria e viene mandata a lavorare in un negozio di vestiti. Sua madre, nel frattempo, le fece frequentare di nascosto la scuola secondaria dove si diplomò con ottimi risultati, nonostante le pesanti situazioni familiari.
Moral studiò in seguito al Dipartimento di Belle Arti nella facoltà di Educazione dell'Università di Ankara. Nel 1989 si trasferì in Italia dove iniziò a studiare anche all'Accademia di Belle Arti di Roma, dove si diplomò nella sezione pittura nel 1995.

## Carriera artistica
Moral iniziò a realizzare progetti basandosi sui suoi maggiori interessi, che sono ancora oggi soprattutto gli effetti negativi che la religione può avere sulle donne, i temi concernenti la mentalità malata e confusa e il disorientamento delle persone disagiate, nonché le loro alienazioni, l'esclusione delle persone considerate "diverse", come gli immigrati, i transessuali, le prostitute e altri ancora, concentrandosi in generale sulle persone ai margini della società. Dal 1994, Moral inizia a realizzare performance accompagnate da video, con lei stessa come solo soggetto, nonché a montare installazioni e scenografie in varie parti del mondo. In 1997 realizzò una performance al Museo di arte moderna in collaborazione con l'Università di Roma, la Sapienza, con il titolo "Museum & Morgue". L'artista infatti trasformò le sale del museo in inquietanti mausolei. Altri lavori interessanti furono realizzati negli asili femminili di Istanbul e nei comuni bagni turchi, a Galatasaray, Istanbul. Quest'ultimo lavoro, intitolato “Hamam”, esibito anche nel 1997 in una sezione della Biennale Internazionale di istanbul, è stato ed è ancora uno dei più influenti modelli artistici per ogni artista a livello mondiale.
"What's scandalous here is not the nudity, What's scandalous was the fact that here I was, an intellectual woman, who proposes doing something scandalous. If I had really been a whore, it would have been no big deal. Just being a female avant-garde artist is scandalous.".
"Quello che è scandaloso qui non è la nudità, quello che è scandaloso è il fatto che qui c'è una donna, una donna intellettuale, che propone di fare qualcosa di scandaloso. L'essere considerata una puttana, non è affatto motivo si preoccupazioni o scalpori. L'unica cosa scandalosa qui è essere un'artista femmina che fa dell'avanguardia.".

## Opere in singolo
- 1992, "La valigia di Pandora", Art Hotel Museo, Prato
- 1993, Roma, Studio Aperto, Associazione per la Promozione dell'Arte in Europe, Ultimo verdetesto critico a cura di Vittorio Rubiu
- 1994, "Artista espulsa & Arte Espulsa", Galleria Studio Leonardi, Geneva
- 1995, "Diffidate della storia dell'arte", Mistrust the History of Art, Milano, Studio Oggetto, Milano
- 1996, "Cut and cover – il corpo", Galleria Studio Oggetto,  Caserta
- 1997, “Speculum” (Diffidate della storia dell'arte), Sapienza–Università di Roma, Mlac-Museo Laboratorio di Arte Contemporanea, Rome
- 2001, "Hayat – nomadi dell'arte (Hamam, Brothel, Mental hospital)", Le Grenoble-Istituto francese, Naples
- 2001, "Şükran Moral, videoproiezioni (Hamam, Brothel, Transistanbul)", Momart Gallery of Contemporary Art, Matera
- 2004, "Apocalypse", Sapienza–Università di Roma, Mlac – Museo Laboratorio di Arte Contemporanea, Rome
- 2005, “Çaresizler – Despair”, Maçka Sanat Gallery, Istanbul
- 2005, “Leyla and Mecnun”, Francesco Pantaleone Arte Contemporanea, Palermo
- 2006, “Leyla ile Mecnun & Bordello”, Proje4L Elgiz Contemporary Art Museum, Istanbul
- 2007, “Peace…Fucking fairytale!”, B&D Studio contemporanea, Milan
- 2007, "Şükran Moral, Underground Istanbul", The Lab Gallery, New York
- 2007, “Jesus&Muhammad”, Placentia Arte, Piacenza
- 2009, “Love and Violence”, Yapı Kredi Kâzım Taşkent Art Gallery photo]

## Opere di gruppo
- 1997, 5. International İstanbul Biennial - International Istanbul Biennial, Istanbul
- 2002, Camera della Donna - Sheppard Fine Arts Gallery - University of Nevada, Reno, NV
- 2003, Tri (o) ptique - Akerman/Ono/Moral - MLAC - Museo Laboratorio d'Arte Contemporaneo, Rome
- 2005, perdere la testa - Lattuada Studio, Milan
- 2006, Fair:Play 06 - Play - Gallery for still and motion pictures, Berlin
- 2008, Impronta globale - Ex Magazzini Generali – ISA - Istituto Superiore Antincendi, Rome
- 2008, Fuori Corso, ovvero come alcuni artisti leggono lo spazio della città dei saperi - MLAC - Museo Laboratorio d'Arte Contemporaneo, Rome
- 2008, Summer Kisses - Museo Laboratorio - Ex Manifattura Tabacchi, Città Sant'Angelo (PE)
- 2008, Made in Turkey - Deutsches Filmmuseum, Frankfurt/Main
- 2009, TransIstanbul - Turchità e identità transgenere - neon>fdv, Milan
- 2009, City_net Asia 2009 - Seoul Museum of Art (SeMA), Seoul
- 2009, Boden unter meine Füßen, nicht den Himmel - AdK - Akademie der Künste, Berlin
- 2009, Sechs Positionen kritischer Kunst aus Istanbul - Akademie der Künste, Berlin
- 2010, ID's please! - Cer Modern, Ankara
- 2010, Video Dia Loghi 2010 - Velan Center for Contemporary Art, Turin